# رامون تريبيوليتكس
رامون تريبيوليتكس (بالإسبانية: Ramon Tribulietx)‏ (20 سبتمبر 1972 ببرشلونة في إسبانيا - ) هو مدرب كرة قدم ولاعب كرة قدم إسباني في مركز الوسط. لعب مع نادي أوكلاند سيتي وWarkworth AFC ‏.

## وصلات خارجية
- رامون تريبيوليتكس على موقع قاعدة بيانات كرة القدم.إي يو (الإنجليزية)
- رامون تريبيوليتكس على موقع Soccerway.com (الإنجليزية)